# Armenske številke
Starodavni armenski številski sistem se je v precejšnji meri zgledoval po grškem in hebrejskem. Armenske številke so se zapisovale s prvimi 36 črkami, kolikor je štela prvotna armenska abeceda. Zapisovale so se izključno z velikimi črkami. Uporabljale so se od začetka 5. stoletja, ko je armenska pisava nastala, do 8. ali 9. stoletja, ko so jih nadomestile »arabske številke«. Občasno so se uporabljale tudi pozneje, npr. za zapisovanje letnic in za podobne stvari, kot na Slovenskem še danes uporabljamo rimske številke.
36 črk se je razdelilo v 4 skupine po 9 črk. Prvih 9 črk je predstavljalo enice med 1 in 9, naslednjih 9 črk desetice med 10 in 90, naslednjih 10 črk stotice med 100 in 900, zadnjih 9 črk prvotne armenske abecede pa tisočice med 1.000 in 9.000. Z armenskimi številkami je torej bilo mogoče zapisati naravna števila
med 1 in 9.999, ničle ni bilo mogoče zapisati.
Vrednosti števk:
| Ա    | Բ    | Գ    | Դ    | Ե    | Զ    | Է    | Ը    | Թ    |
| 1    | 2    | 3    | 4    | 5    | 6    | 7    | 8    | 9    |
|      |      |      |      |      |      |      |      |      |
| Ժ    | Ի    | Լ    | Խ    | Ծ    | Կ    | Հ    | Ձ    | Ղ    |
| 10   | 20   | 30   | 40   | 50   | 60   | 70   | 80   | 90   |
|      |      |      |      |      |      |      |      |      |
| Ճ    | Մ    | Յ    | Ն    | Շ    | Ո    | Չ    | Պ    | Ջ    |
| 100  | 200  | 300  | 400  | 500  | 600  | 700  | 800  | 900  |
|      |      |      |      |      |      |      |      |      |
| Ռ    | Ս    | Վ    | Տ    | Ր    | Ց    | Ւ    | Փ    | Ք    |
| 1000 | 2000 | 3000 | 4000 | 5000 | 6000 | 7000 | 8000 | 9000 |

Števke se zapisuje od leve proti desni, začenši s števkami z največjo utežjo. V vsakem številu se lahko pojavi le en predstavnik vsake vrstice iz zgornje tabele. Na mestih, kjer bi v zapisu z arabskimi številkami morali zapisati števko 0, ne napišemo ničesar in nadaljujemo s števkami z nižjimi utežmi.
Primeri:
- ՌՋՀԵ = 1975 = 1000 + 900 + 70 + 5
- ՍՄԻԲ = 2222 = 2000 + 200 + 20 + 2
- ՍԴ = 2004 = 2000 + 4
- ՃԻ = 120 = 100 + 20
- Ծ = 50